# Konstandinos Pulios
Konstandinos Pulios (ur. 19 września 1977 w Atenach) – grecki biegacz długodystansowy, maratończyk.

## Igrzyska Olimpijskie
Brał udział w maratonie na Igrzyskach Olimpijskich 2012 w Londynie, gdzie zajął 80 miejsce z czasem 2:33:17.